# حسین فدایی
حسین فدایی (زاده ۱۳۳۴ در شهر ری) سیاستمدار اصولگرا و دبیرکل پیشین جمعیت ایثارگران انقلاب اسلامی است. رهبر ایران وی را در آبان ۱۳۹۶ پس از علی‌اکبر ناطق نوری به عنوان رئیس دفتر بازرسی خود انتخاب کرد. وی همچنین از بدو انتصاب از رهبر ایران به صورت ویژه ماموریت یافت که تمامی نهادهای مستقیم زیر نظر رهبر را بازرسی کند.وی از فعالان در نهضت انقلاب اسلامی بود و چندین بار نیز دستگیر و زندانی شد. او از مؤسسان سازمان مجاهدین انقلاب اسلامی است و در دوران جنگ ایران و عراق نیز مسئولیت فرماندهی ستاد مرکزی فوریت‌های جنگ را برعهده داشت.
فدایی در دوره‌های هفتم و هشتم مجلس شورای اسلامی به عنوان نماینده مردم تهران، ری، شمیرانات و اسلامشهر در کمیسیون اصل نود و کار گروه مبارزه با مفاسد اقتصادی مجلس فعالیت داشت. وی دانش‌آموخته اقتصاد دانشگاه علامه طباطبایی است و تحصیلات حوزوی نیز دارد. حسین فدایی در شهر ری به دنیا آمده و هم‌اکنون نیز ساکن همان جاست.

## فعالیت‌های پیش از انقلاب
وی در دوران جوانی با مهدی شاه‌آبادی آشنا شد و دروس حوزوی را نزد وی خواند و پایه‌های اولیه یک تشکیلات سیاسی را در جلسات مذهبی، انجمن‌های دینی و کلاس‌های قرآن در شهر ری گذاشت. این تشکیلات متأثر از اعدام چند نفر از خاندان رضایی، به گروه توحیدی رضایی شهرت یافت که با دستگیری برخی از اعضای آن، از فعالیت بازایستاد.
سپس در سال ۱۳۵۵ با تدوین اساسنامه‌ای بقایای گروه رضایی به سازمان توحیدی خلق ایران مشهور شد که در روزهای نزدیک به انقلاب به گروه توحیدی بدر تغییر نام پیدا کرد و به صورت تشکیلاتی به مبارزه با سلسله پهلوی می‌پرداخت. عبدالعلی علی عسگری، حسن اسلامی مهر، محمدعلی تقوی‌راد، حسن طاهرنژاد، قلمبر، آصف و محسن اخوت دیگر افراد عضو این تشکیلات بودند. بیشتر جلسات این گروه را در مسجدی نزدیکی میدان شهرری با پیشنمازی شیخ مرادی، مغازه کتابفروشی یکی از اعضا در اطراف حرم عبدالعظیم حسنی و مکان متروکه‌ای در جوار امامزاده ابراهیم شهرری برگزار می‌شد.
فدایی در اواخر سال ۵۵ دستگیر شد و دو ماه در زندان انفرادی بود همچنین او یک بار دیگر نیز در سال ۵۶ در شهر شیراز دستگیر شد و تا زمان پیروزی انقلاب در زندان اوین بود و در روز ۲۲ بهمن ۵۷ و پس از آنکه مردم درب زندان‌ها را شکستند، به همراه علی‌عسکری از زندان آزاد شد.

## دوران انقلاب و جنگ
پس از پیروزی انقلاب، فدایی اتحادیه انجمن اسلامی را تأسیس کرد. سپس در تاریخ ۷ فرودین ۵۸ و در قالب گروه توحیدی بدر، به همراهی شش گروه مبارز دیگر بیانیه تأسیس سازمان مجاهدین انقلاب اسلامی را امضا و منتشر کرد. فدایی تا پایان انحلال سازمان مجاهدین انقلاب اسلامی یکی از افراد تأثیرگذار این گروه بود و از مهم‌ترین اعضای راست‌گرای آن بود.
مسئول ستاد فوریت‌هایی جنگ و نماینده وزیر سپاه در مجلس شورای اسلامی و مدیرکل بنیاد مستضعفان و جانبازان تهران دیگر مسئولیت‌های او در دوران جنگ بوده‌است.

## جمعیت ایثارگران
دو ماه قبل از آنکه جناح راست در انتخابات ریاست جمهوری ۲ خرداد ۱۳۷۶ شکست بخورد، حسین فدایی به همراه علی‌اکبر ابوترابی، علی دارابی، مجتبی شاکری، داوود دانش جعفری، علی یوسف‌پور، عبدالحسین روح‌الامینی، احمدعلی مقیمی، هادی ایمانی و اصغر صبوری اقدام به تأسیس یک حزب سیاسی کرد. این حزب در تاریخ ۱۵ مرداد ۷۸ با نام جمعیت ایثارگران انقلاب اسلامی مجوز خود را دریافت کرد. از بدو تأسیس این حزب، حسین فدایی به عنوان دبیرکل انتخاب شد و تا شهریور۹۶، دبیرکل این جمعیت بود و با استعفا، جای خود را به محمدجواد عامری داد.

## فعالیت در مجلس
او در دوره‌های هفتم و هشتم از حوزه انتخابیه تهران، ری، شمیرانات و اسلامشهر به مجلس شورای اسلامی راه یافت. مسئول کارگروه مبارزه با مفاسد اقتصادی مجلس هفتم، نائب رئیس کمیسیون اصل نود مجلس هشتم، و نائب رئیس کمیسیون مشترک بررسی طرح نظارت بر نمایندگان مهم‌ترین فعالیت‌های او در دوران نمایندگی بوده‌است.

### سایر سوابق و فعالیت‌های سیاسی
- عضو سابق ستاد مبارزه با مفاسد اقتصادی (۱۳۸۳–۱۳۸۷)
- عضو شورای هماهنگی نیروهای انقلاب اسلامی (۱۳۷۸–۱۳۸۴)
- عضو شورای ۵ نفره شورای هماهنگی نیروهای انقلاب در انتخابات ریاست جمهوری دور نهم (۱۳۸۴)
- عضو شورای ۵+۶ جبهه متحد اصولگرایان در انتخابات مجلس هشتم
- عضو شورای ۷+۸ جبهه متحد اصولگرایان در انتخابات مجلس نهم[۲۲]

## ریاست دفتر بازرسی بیت رهبری
حسین فدایی در تاریخ ۷ آبان ۹۶ با حکم سیدعلی خامنه‌ای به‌عنوان رئیس دفتر بازرسی رهبری جایگزین علی‌اکبر ناطق نوری شده بود که چند ماه قبل از سمت خود استعفا داده بود.